# Доблесть (телесериал)
«До́блесть» (англ. Valor) — американский телесериал, премьера которого состоялась 9 октября 2017 года на телеканале The CW.
8 мая 2018 года сериал был закрыт после одного сезона.

## В ролях
- Мэтт Барр — капитан Лиланд Галло
- Кристина Очоа — офицер Нора Мадани
- Чарли Барнетт — старший лейтенант Иэн Портер
- В. Тре Дэвис — Джимми Кэм
- Корбин Рид — Джесс Кэм
- Найджел Тэтч — Роберт Хаскинс
- Мелисса Роксбург — Теа

## Список эпизодов
| № общий | № в сезоне | Название                              | Режиссёр        | Автор сценария                  | Дата премьеры   | Произв. код | Зрители в США (млн) |
| ------- | ---------- | ------------------------------------- | --------------- | ------------------------------- | --------------- | ----------- | ------------------- |
| 1       | 1          | «Пилот» «Pilot»                       | Майкл Робин     | Кайл Ярроу                      | 9 октября 2017  | 101         | 1.20                |
| 2       | 2          | «Боевой дух» «Espirit De Corps»       | Рэндолл Зиск    | Кайл Ярроу                      | 16 октября 2017 | 102         | 0.99                |
| 3       | 3          | «Солдат готов» «Soldier Ready»        | Микаэль Саломон | Анна Фрике                      | 23 октября 2017 | 103         | 0.88                |
| 4       | 4          | «Нулевая видимость» «Zero Visibility» | Стив Робин      | Джош Реймс                      | 30 октября 2017 | 104         | 0.95                |
| 5       | 5          | «Боевой грохот» «Full Battle Rattle»  | Алекс Пиллаи    | Брэндон Виллер & Брет ВанденБос | 6 ноября 2017   | 105         | 1.12                |

## Производство
17 февраля 2017 года Мэтт Барр получил главную мужскую роль капитана Лиланда Галло, а позже Кристина Очоа была утверждена на роль главного женского персонажа — офицера Норы Мадани.
10 мая 2017 года The CW официально заказал сериал.
Съёмки сериала проходили в Атланте.